# DG Baley
DG Baley (abbreviazione del nome Daneel Giskard Baley) è un personaggio creato dalla fantasia dello scrittore fantascientifico Isaac Asimov.
Questo personaggio il cui nome è stato dato proprio in onore dei due robot Daneel Olivaw e Giskard Reventlov appare per la prima volta nel romanzo "I robot e l'Impero" ultimo della saga dei robot.
DG è un mercante di Baleyworld e discendente del mitico Elijah Baley che conoscerà la Spaziale Lady Gladia (Personaggio chiave in "Il sole nudo" e "I robot dell'alba") su Aurora nei primi capitoli del romanzo per convincerla ad accompagnarlo su Solaria, paese natale della spaziale, per aiutarlo nella sua missione; in seguito DG e Gladia viaggeranno insieme per tutta la durata del libro.
Inizialmente il rapporto tra i due non è uno dei migliori ma con le varie esperienze vissute insieme questo andrà migliorando.